# 風をさがして
「風をさがして」（かぜをさがして）は、フジテレビ系『クイズ!ヘキサゴンII』発のユニット・矢口真里とストローハットのシングル。2010年1月13日にavex traxから発売された。
フジテレビ系列のアニメ『ONE PIECE』の第12期オープニングテーマで、2009年11月15日放送回から2010年7月11日まで起用された。

## 概要
『クイズ!ヘキサゴンII』発の13枚目のシングル。『ONE PIECE』の主題歌という事もあり、それまでの主な発売元のポニーキャニオンやよしもとアール・アンド・シーではなくavex traxから発売された。矢口真里とストローハットの唯一のシングルである。シングルには「矢口真里とストローハット」メンバーと『ONE PIECE』キャラクターのコラボトレーディングカード全10種類の中からランダムで封入されている。
『ヘキサゴンII』のナレーションを務める田中真弓が『ONE PIECE』の主人公モンキー・D・ルフィの声優でもあり、田中を通じて『ヘキサゴンII』プロデューサーの神原孝と『ONE PIECE』のアニメ制作スタッフが交流を持ったことから始まった企画。
番組発の楽曲で同番組に関連しないタイアップが付いたものは『映画! たまごっち うちゅーいちハッピーな物語!?』（2008年12月公開）のテーマ曲であるPaboの「グリーンフラッシュ伝説」以来。
曲自体は2009年9月には既に完成していたが、オープニング映像を製作するのに時間がかかったため、アニメでの起用は同年11月15日まで待つことになった。『ヘキサゴンII』では、アニメでの楽曲使用開始より約1カ月遅れの同年12月9日放送分での初披露となった。
この曲が『ONE PIECE』の主題歌として流れた直後、東映アニメーションのホームページやフジテレビの掲示板に「シリアスな映像と明るい曲調の音楽が合わない」「『おバカキャラ』を『ONE PIECE』の世界観に関わらせるな」などの批判的な書き込みが多く寄せられ、炎上する騒ぎが起こった。作詞を手掛けた島田紳助が、原作を全く読んでいなかったという事実も拍車をかけた。同作の音楽を担当している田中公平はアニメソングのタイアップについて、愛の無い人が歌うタイアップは嫌だと語っている。
マーティ・フリードマンは「この曲はミュージカルの歌のようで、ロックやR&Bやダンスミュージックの影響が一切入っておらず、アニメファンの子どもたちにいっしょに歌ってもらうことが大前提として作っている」とし、また「こういうタイプの曲は、メインボーカルの立場からすると、歌うのは難しいはずなのだが、それを感じさせずにこなしている」とメインボーカルの矢口を評価している。

## 矢口真里とストローハット
「ストローハット」という名前は、『ONE PIECE』の主人公モンキー・D・ルフィのトレードマークである麦わら帽子の英語訳から付けられた。
メンバーは同アニメのキャラクター「麦わらの一味」に扮していたが、矢口真里以外のメンバーは『ONE PIECE』のことをほとんど知らず、中には自分が扮しているキャラクターが何なのか知らない者もいた。大沢あかねとさとう里香に関してはキャラクターの明言がなく、どちらがどちらのキャラクターか明らかになっていない。
- 矢口真里 - モンキー・D・ルフィ
- 品川祐（品川庄司） - ロロノア・ゾロ
- 岡田圭右（ますだおかだ） - ウソップ
- 元木大介 - サンジ
- クリス松村[注 3] - トニートニー・チョッパー
- 原西孝幸（FUJIWARA） - フランキー
- 山根良顕（アンガールズ） - ブルック
- 大沢あかね[注 3]、さとう里香/南明奈 - ナミ、ニコ・ロビン

大沢、さとう、元木はヘキサゴンファミリー総出の「ヘキサゴンオールスターズ」を除けば初の番組発ユニット参加となる。さとうはこのシングル発売時期から後は番組出演がなくなり、東京国際アニメフェア2010で行われた『ONE PIECE 10th MEMORIAL STAGE』を最後にユニットに参加していない。2010年10月に行われた『クイズ!ヘキサゴン放送300回記念〜スベラーズ単独ライブ〜』以降はさとうに代わり南が参加、2011年発売のアルバム『WE LOVE ヘキサゴン 2011』で新曲「時の足音〜桜の旅立ち〜」を発表した。

## 収録内容

### CD
1. 風をさがして
  - 作詞：カシアス島田、作曲：高原兄、編曲：斎藤文護・岩室晶子
2. 風をさがして （カラオケ）

### DVD
1. 風をさがして（ミュージッククリップ）
2. 風をさがして（振り付け映像/マルチアングル）
  1. みんなで歌って踊ろうバージョン
  2. 矢口ちゃんとだけ歌って踊ろうバージョン
  3. あかね&里香と歌って踊ろうバージョン
  4. ガンバってるオジサンたちと歌って踊ろうバージョン
3. 風をさがして（『ONE PIECE』ノンテロップオープニングバージョン）